# Apochinomma acanthaspis
Apochinomma acanthaspis är en spindelart som beskrevs av Simon 1896. Apochinomma acanthaspis ingår i släktet Apochinomma och familjen flinkspindlar. Inga underarter finns listade i Catalogue of Life.